# 6-та повітрянодесантна бригада (СРСР)
6-та пові́тряно-деса́нтна брига́да (6 пдбр) — повітряно-десантна бригада, військове з'єднання повітряно-десантних військ Радянського Союзу за часів Другої світової війни.

## Командування
- Командир:
  - полковник Жолудєв Віктор Григорович (з квітня 1941 р.)
  - майор Шафаренко Павло Менделейович (з жовтня 1941 р.)
  - Гаргула Володимир Миколайович
  - Руських Михайло Якович (з 19 квітня 1943 року);

- Військовий комісар:
  - полковий комісар Назаренко Павло Якович (1941 р.)

- Начальник штабу:
  - майор Шафаренко Павло Менделейович (з травня 1941 р.)
  - капітан Самчук Іван Оникійович (з жовтня 1941 р.)